# Rheinisch-Westfälische Wirtschaftsbiographien
Die Rheinisch-Westfälischen Wirtschaftsbiographien (RWWB) erscheinen seit 1932 und wurden bisher in 18 Bänden veröffentlicht. Herausgeber sind die Historische Kommission Westfalens, die Stiftung Rheinisch-Westfälisches Wirtschaftsarchiv zu Köln, die Stiftung Westfälisches Wirtschaftsarchiv und die Volks- und Betriebswirtschaftliche Vereinigung im Rheinisch-Westfälischen Industriegebiet. Die Bände erscheinen im Aschendorff Verlag.

## Inhalt der RWWB
In den RWWB werden Unternehmerbiographien aus der Zeit vom 18. bis zum 20. Jahrhundert veröffentlicht. Bis zum Ende des Zweiten Weltkriegs erschienen vier Bände, seit 1953 folgen bisher weitere 14 Bände. Die Bände 1 und 2 sowie 4 bis 11 sind angelegt in der Form der „Lebensbilder“, Band 3 behandelt Unternehmerfamilien des Bergbaus. Mit den Bänden 12 und 13 wurde die Konzeption geändert. Erstmals widmeten sich diese beiden Bände einem Wirtschaftsraum: Köln. Die folgenden Bände waren ebenfalls Themenbände: 14: Bielefeld, 15: Handelskammersekretäre und -syndici, 16: Die westmünsterländischen Textilindustrie und ihre Unternehmer, 17: Ingenieure im Ruhrgebiet und 18 Bergisch-Märkische Unternehmer der Frühindustrialisierung.
Insgesamt wurden bisher 242 Beiträge mit 263 Biographien von 170 Autoren veröffentlicht. Sechs Persönlichkeiten erhielten zwei Biographien in älterer und jüngerer Zeit. Am deutlichsten vertreten ist die Textilindustrie mit 45 Biographien, dicht gefolgt vom Bergbau mit 34 und Eisen und Stahl mit 30 Beiträgen. Aus dem Maschinenbau stammten 13 der Biographien, zwölf aus der Chemischen Industrie, 19 aus dem Handel und elf von Banken.

## Bibliographische Angaben
Die Bände erschienen am Verlagsort Münster in den Jahren 1932 (1, X, 552 S.), 1936 (3, VIII, 256 S.), 1937 (2, 404 S.), 1941 (4, 263 S.), 1953 (5, 158 S.), 1954 (6, 135 S.), 1960 (7, 160 S.), 1962 (8, 172 S.), 1967 (9, 161 S.), 1974 (10, 243 S.), 1983 (11, 237 S.), 1986 (12, 201 S., und 13, 245 S.), 1991 (14, VI, 402), 1994 (15, VII, 615 S.), 1996 (16, VI, 504 S.), 1999 (17, VI, 545 S.) und 2004 (18, VI, 681 S.). Sie sind zugleich Veröffentlichungen der Historischen Kommission für Westfalen, Reihe XVII B.

## Gesamtindex
Die Stiftung Rheinisch-Westfälisches Wirtschaftsarchiv zu Köln hat auf ihrer Internetseite einen Index aller bisher erschienenen Biographien als Datenbank sowie als PDF-Datei mit einer ausführlichen Darstellung der bisherigen Entwicklung der RWWB eingestellt (Bearbeiter Dr. Ulrich S. Soénius).